# Kåre Fog
Kåre Fog (født marts 1949) er en dansk biolog og faglitterær forfatter. 
Han har blandt andet udgivet bøgerne Økologi - en grundbog
og Nordens padder og krybdyr.
Fog har deltaget i debatten omkring Bjørn Lomborg og hans bog Verdens sande tilstand og i kønsdebatten.